# Dekstroamfetamina
Dekstroamfetamina (łac. dexamfetaminum) – organiczny związek chemiczny, prawoskrętny enancjomer amfetaminy (drugim jest lewoamfetamina), dwukrotnie silniej od niej działający. Jest lekiem o działaniu stymulującym ośrodkowy układ nerwowy (sympatykomimetyk). Zwiększa psychiczną i fizyczną wytrzymałość, znosi zmęczenie, pomaga w koncentracji. Wpływa pośrednio na receptory adrenergiczne α i β.
W działaniu dekstroamfetamina podobna jest do metylofenidatu, w USA również przepisywana jest na ADHD i narkolepsję oraz w stanach hiperkinetycznych u dzieci. Niepożądane efekty i interakcje dekstroamfetaminy są takie same jak amfetaminy.
W Polsce od 2017 r. na liście leków znajduje się (wg stanu na listopad 2022) dimezylan lisdeksamfetaminy, prolek dekstroamfetaminy.